# Truncatella obscura
Truncatella obscura is een slakkensoort uit de familie van de Truncatellidae. De wetenschappelijke naam van de soort is voor het eerst geldig gepubliceerd in 1882 door Pierre Marie Arthur Morelet.